# 40706 Milam
40706 Milam este o planetă minoră (asteroid), cu un diametru de 10,169 km, din centura de asteroizi. A fost descoperită pe 11 septembrie 1999 la Stația Anderson Mesa de Lowell Observatory Near-Earth-Object Search și a fost numită după Stefanie Milam⁠(d). 
Obiectul prezintă o orbită caracterizată de o semiaxă mare de 2,8995077305922 UAi, o excentricitate de 0,11655712937819, o înclinație de 18,076280042347 ° în raport cu ecliptica.